# Rosa Eleonore Behrend
Rosa Eleonore Behrend, verheiratete Curschmann (* 15. Dezember 1818 in Danzig; † 12. Juni 1842 in Berlin) war eine deutsche Sängerin und mit dem Liederkomponisten Friedrich Curschmann (1805–1841) verheiratet. Sie hat oft auf den „Sonntagsmusiken“ Fanny Hensels gesungen.

## Leben
Rosa Eleonore Behrend war die Tochter des Danziger Kommerzienrats Theodor Behrend (1789–1851). Ihr Vater arbeitete als Kaufmann, widmete sich jedoch auch den Sprachen und der Musik. Er heiratete im Jahr 1816 Henriette Eleonore Silber (1796–1844), die Tochter des Elbinger Stadtrats Benjamin Silber. Theodor Behrend hielt sich ab 1830 mit seiner Familie in den Wintermonaten in Berlin auf, hier hatte er zuvor das Bürgerrecht erworben. In Berlin wurde er Mitglied des Freihandelsvereins und widmete sich seinen schöngeistigen Interessen. Rosas Bruder war der Kaufmann Heinrich Behrend, der die Danziger Musikfeste Mitte des 19. Jahrhunderts finanziell unterstützte.
Rosa Behrend heiratete 1837 den Liederkomponisten Friedrich Curschmann in Berlin. Ab 1836 bis zu ihrem Tod war sie als Sopranistin, sowie ihr Mann als Tenor, Mitglied der Berliner Singakademie. Auch ihre Mutter war ab 1829 bis 1837 als Sopranistin Mitglied der Singakademie. Rosa Curschmann war mit Fanny Hensel befreundet und wirkte oft, neben professionellen Sängern, auf ihren „Sonntagsmusiken“ mit.
Aus den Erinnerungen Hoffmann von Fallerslebens, der das Musikerpaar Curschmann im Frühjahr 1841 in Berlin besuchte, ist folgende Situation überliefert: „Ich wollte Curschmann besuchen, der damals für einen der ersten Liedercomponisten galt. Er hatte viele meiner Lieder componiert und manches wanderte damals als beliebtes Concertstück durch Deutschland. Ich hatte vorigen Sommer an Curschmann, während er im Bade zu Salzbrunn war, einige neue Lieder geschickt und war begierig zu erfahren, ob sie componiert waren. [Emil] Sommer begleitete mich. Wir wurden sehr freundlich empfangen. Bald erschien auch Frau Rosa Curschmann. Sie war eine anmuthsvolle, sehr beliebte Sängerin. Ich bat sie, mir einige Lieder zu singen; es würde mir ein doppelter Genuß sein, von ihr ihres Herrn Gemals Compositionen meiner Lieder vorgetragen zu hören. Sie sang, Curschmann begleitete sie auf dem Flügel, wir saßen andächtig da und freuten uns eines Genusses, den wir beide nicht geahndet hatten.“
Rosa Curschmann starb wenige Monate nach dem frühen Tod ihres Mannes im Juni 1842 im Alter von nur 23 Jahren. Sie hinterließ einen Sohn Paul Bernhard (1838–1846). Am 18. Juni 1842 wurde ihr Leichnam nach Danzig überführt. Am 21. Juni 1842 veranstaltete die Singakademie Berlin eine Gedächtnisfeier für sie.